# Бедненко, Степан Петрович
Степа́н Петро́вич Бедне́нко (15 ноября 1913, Маково — 13 ноября 1980, Алушта) — советский офицер, танкист, участник Великой Отечественной войны, командир взвода 51-го гвардейского танкового полка 10-й гвардейской механизированной бригады 5-го гвардейского механизированного корпуса 4-й гвардейской танковой армии 1-го Украинского фронта, Герой Советского Союза (27.06.1945), гвардии лейтенант.
В послевоенные годы — директор школы, заслуженный учитель УССР.

## Биография
Родился 15 ноября 1913 года в селе Маково ныне Шосткинского района Сумской области (Украина) в крестьянской семье. Украинец. Член ВКП(б) с 1943 года. В селе Маково окончил начальную школу, а в селе Воронеж Шосткинского района — семилетку. После окончания Черниговского учительского института работал учителем, затем директором Ходинской семилетней школы Глуховского района.
В июле 1941 года призван в ряды Красной армии. С августа 1942 года участвовал в боях против немецких захватчиков. Сражался на Северо-Кавказском, 1-м Украинском и 2-м Украинском фронтах. Был трижды ранен и контужен.
Командир взвода 51-го гвардейского танкового полка (10-я гвардейская механизированная бригада, 5-й гвардейский механизированный корпус, 4-я гвардейская танковая армия, 1-й Украинский фронт) гвардии лейтенант Бедненко отличился в боях под Берлином. В ночь на 22 апреля 1945 года полк успешно отражал атаки превосходящих сил противника в районе города Тройенбрицен (Германия), пытавшихся пробиться в окружённый Берлин. Затем полк совершил 200-километровый марш от Берлина до Праги. Утром 9 мая 1945 года танковый взвод Бедненко одним из первых с боем ворвался в столицу Чехословакии.
Указом Президиума Верховного Совета СССР от 27 июня 1945 года за мужество и отвагу, проявленные в боях с фашистскими захватчиками, гвардии лейтенанту Бедненко Степану Петровичу присвоено звание Героя Советского Союза с вручением ордена Ленина и медали «Золотая Звезда» (№ 8812).
После войны демобилизован. Вернулся на родину. В 1948 году назначен директором школы в селе Перемога Глуховского района Сумской области. В 1951 году окончил Сумской педагогический институт. С 1970 года — на пенсии.
Несколько лет прожил в посёлке Рыбачье близ Алушты. В 1979 году получил квартиру и последний год жил в городе Алуште. Скончался 13 ноября 1980 года. Похоронен в Алуште.

## Награды и звания
- Медаль «Золотая Звезда» Героя Советского Союза (№ 8812; 27.06.1945)
- Орден Ленина (27.06.1945)
- Орден Красного Знамени (25.05.1945)
- Орден Красной Звезды (26.02.1944)
- Медали, в том числе:
  - Медаль «За трудовое отличие»
  - Медаль «За победу над Германией в Великой Отечественной войне 1941—1945 гг.»
  - Юбилейная медаль «Двадцать лет Победы в Великой Отечественной войне 1941—1945 гг.»
  - Юбилейная медаль «Тридцать лет Победы в Великой Отечественной войне 1941—1945 гг.»

Заслуженный учитель УССР.

## Память
Могила Бедненко расположенная в г. Алушта, у шоссе Алушта-Судак, городское кладбище, сектор №2. Памятник истории местного значения. Приказ Министерства культуры и туризма Украины от 15.09.2010 №706/0/16-10, охранный №3074-АР.
С 20 декабря 2016 года Могила Героя Советского Союза С. П. Бедненко  Объект культурного наследия народов РФ регионального значения. Рег. № 911710828380005 (ЕГРОКН)
В селе Маково на здании бывшей начальной школы, в которой учился С. П. Бедненко, установлена мемориальная доска.
В посёлке Рыбачье близ Алушты в 1985 году бывшая улица Набережная переименована в улицу Бедненко. Весной 2015 года на ограде дома № 17 была установлена мемориальная доска. В клубе села Рыбачье сделан уголок памяти Героя. Ещё есть (2015) люди, которые его лично знали и отзываются о нём очень тепло.